# Metepsilonema comptum
Metepsilonema comptum is een rondwormensoort uit de familie van de Epsilonematidae. De wetenschappelijke naam van de soort is voor het eerst geldig gepubliceerd in 2000 door Decraemer & Gourbault.